# Kanton Biguglia-Nebbio
 Biguglia-Nebbio  is een kanton van het Franse departement Haute-Corse. Het kanton maakt deel uit van de arrondissementen Bastia (1) en Calvi (13). In 2021 telde het  14.220 inwoners.

Het kanton werd gevormd ingevolge het decreet van 26 februari 2014 , met uitwerking op 22 maart 2015, met Biguglia als hoofdplaats.

## Gemeenten
Het kanton omvat volgende 14 gemeenten:
- Barbaggio
- Biguglia
- Murato
- Oletta
- Olmeta-di-Tuda
- Piève
- Poggio-d'Oletta
- Rapale
- Rutali
- Sorio
- Saint-Florent
- San-Gavino-di-Tenda
- Santo-Pietro-di-Tenda
- Vallecalle